# 16. Infanterie-Regiment (Reichswehr)
Das 16. Infanterie-Regiment war ein Regiment der Reichswehr mit dem Regimentsstab in Oldenburg.

## Geschichte
Das Regiment wurde am 1. Januar 1921 aus den Reichswehr-Infanterie-Regimentern 13, 14, 19, 31 und 110 des Übergangsheeres gebildet. Da es sich um einen landsmannschaftlich gemischten Verband handelte, erhielten lediglich die jeweiligen Bataillone am 29. Mai 1922 zusätzlich zu ihrem Namen die landsmannschaftliche Bezeichnung „Hanseatisches“, „Oldenburgisches“ bzw. „Preußisches“.
Im Zuge der Vergrößerung der Reichswehr wurde das Regiment 1934 in der ersten Aufstellungswelle geteilt und daraus das Infanterie-Regiment „Oldenburg“ und das Infanterie-Regiment „Osnabrück“ gebildet.
Die Uniform des Regiments trugen General der Infanterie Leopold von Ledebur sowie General der Infanterie Hans Seutter von Lötzen.

### Garnisonen
- Oldenburg: Regimentsstab, III. (Oldenburgisches) Bataillon mit Stab und 13. (MW)-Kompanie
- Bremen: I. (Hanseatisches) Bataillon mit Stab
- Hannover: II. (Preußisches) Bataillon mit Stab
- Osnabrück: (Preußisches) Ausbildungs-Bataillon

### Kommandeure
| Nr. | Name                                    | Beginn der Berufung | Ende der Berufung  |
| --- | --------------------------------------- | ------------------- | ------------------ |
| 1.  | Oberst Leopold von Ledebur              | 01. Januar 1921     | 02. August 1921    |
| 2.  | Oberst Johannes Severin                 | 03. August 1921     | 31. März 1925      |
| 3.  | Oberst Hans Seutter von Lötzen          | 01. April 1925      | 30. September 1926 |
| 4.  | Oberst/Generalmajor Erich Gudowius      | 01. Oktober 1926    | 31. März 1928      |
| 5.  | Oberst/Generalmajor Hartwig von Platen  | 01. April 1928      | 30. September 1929 |
| 6.  | Oberst/Generalmajor Karl von Roques     | 01. Oktober 1929    | 30. September 1931 |
| 7.  | Oberstleutnant/Oberst Gerhard Glokke    | 01. Oktober 1931    | 30. September 1933 |
| 8.  | Oberst/Generalmajor Athos von Schauroth | 01. Oktober 1933    | 30. September 1936 |

## Organisation

### Verbandszugehörigkeit
Das Regiment unterstand dem Infanterieführer VI der 6. Division in Hannover.

### Gliederung
Das Regiment bestand neben dem Regimentsstab mit Nachrichtenstaffel aus
I. Bataillon mit Stab und Nachrichtenstaffel, hervorgegangen aus den Reichswehr-Infanterie-Regimentern 31 und 110,
II. Bataillon mit Stab und Nachrichtenstaffel, hervorgegangen aus dem Reichswehr-Infanterie-Regiment 19,
III. Bataillon mit Stab und Nachrichtenstaffel, hervorgegangen aus dem Reichswehr-Infanterie-Regiment 110,
Ergänzungs-Bataillon, ab 23. März 1921 Ausbildungs-Bataillon, hervorgegangen aus den Reichswehr-Infanterie-Regimentern 13 und 14.
Jedes Feld-Bataillon gliederte sich zu drei Kompanien zu je drei Offizieren und 161 Unteroffizieren und Mannschaften (3/161) sowie einer MG-Kompanie (4/126). Insgesamt bestand ein Bataillon aus 18 Offizieren und Beamten (einschließlich Sanitätsoffizieren) und 658 Mann.

## Bewaffnung und Ausrüstung

### Hauptbewaffnung
Die Schützen waren mit dem Karabiner K98a ausgerüstet. Jeder Zug besaß ein leichtes Maschinengewehr MG 08/15.
In den MG-Kompanien bestanden jeweils der 1. Zug aus drei Gruppen mit drei schweren Maschinengewehren MG 08 auf Lafette, vierspännig gezogen, der 2. bis 4. Zug aus drei Gruppen mit drei schweren Maschinengewehren MG 08 auf Lafette, zweispännig gezogen.
Die schwersten Waffen des Regiments waren die Minenwerfer in der 13. Kompanie. Der 1. Zug war mit zwei mittleren Werfern 17 cm, vierspännig gezogen, ausgerüstet, der 2. und 3. Zug mit drei leichten Werfern 7,6 cm, zweispännig gefahren.

## Sonstiges

### Traditionsübernahme
Das Regiment übernahm 1921 die Tradition der alten Regimenter.
- 1. Kompanie: Infanterie-Regiment „Bremen“ (1. Hanseatisches) Nr. 75
- 2. Kompanie: Füsilier-Regiment „General-Feldmarschall Graf Blumenthal“ (Magdeburgisches) Nr. 36
- 3. Kompanie: Infanterie-Regiment „von Goeben“ (2. Rheinisches) Nr. 28
- 4. Kompanie: 6. Rheinisches Infanterie-Regiment Nr. 68
- 5. Kompanie: Füsilier-Regiment „General-Feldmarschall Prinz Albrecht von Preußen“ (Hannoversches) Nr. 73
- 6. Kompanie: 1. Hannoversches Infanterie-Regiment Nr. 74
- 7. Kompanie: Infanterie-Regiment „von Voigts-Rhetz“ (3. Hannoversches) Nr. 79
- 8. Kompanie: Infanterie-Regiment „Markgraf Karl“ (7. Brandenburgisches) Nr. 60
- 9. Kompanie: 3. Unter-Elsässisches Infanterie-Regiment Nr. 138
- 10. Kompanie: Oldenburgisches Infanterie-Regiment Nr. 91
- 11. Kompanie: 8. Lothringisches Infanterie-Regiment Nr. 159
- 12. Kompanie: 9. Rheinisches Infanterie-Regiment Nr. 160
- 13. Kompanie: Infanterie-Regiment „von Lützow“ (1. Rheinisches) Nr. 25
- 14. Kompanie: Infanterie-Regiment „Herzog Friedrich Wilhelm von Braunschweig“ (Ostfriesisches) Nr. 78
- 15. Kompanie: Infanterie-Regiment „von Horn“ (3. Rheinisches) Nr. 29
- 16. Kompanie: 5. Rheinisches Infanterie-Regiment Nr. 65